# Макса Ћатовић
Макса Ћатовић (Деспотовац, 9. октобар 1950) српски је музички и филмски продуцент. Оснивач је продуцентске куће Комуна.

## Биографија
Основну школу и гимназију завршио је у Новом Пазару 1969. године. Започео је студирање на Економском и Правном факултету али је напустио 1972. године.
Радио је као диск џокеј у дискотекама Цепелин (1970/72) и Монокл у Београду, затим једно време као музички сарадник на Програму 202 Радио Београда и као музички уредник Програма за младе на истом програму.
Као музички критичар писао за листове Младост и Џубокс а паралелно је радио као музички продуцент у музичкој продукцији Радио Београда.
У студију 6 Радио Београда продуцирао је прве снимке многих рок група (Смак - Улазак у харем, YU grupa - Сама, ЛП плочу Бате Костића и Јосипа Бочека. У то време почиње да се бави и организацијом концерата, први концерт Бијелог дугмета у Београду (хала Пинки 1975), затим група као што су Смак, Индекси, Тајм и Септембар.
Као менаџер директно је утицао на програмску политику ПГП РТС обезбедивши издавање првих ЛП плоча група као што су: Булдожер, Други начин, Атомско склониште и друге.
Био је и део екипе која је организовала концерт Бијелог дугмета на Хајдучкој чесми у Београду 1977. године.
Године 1977. почиње сарадњу са Здравком Чолићем, био је продуцент на више његових плоча укључујући албум Ако приђеш ближе која је продата у 900 хиљада примерака и која је резултирала највећом турнејом икад одржаном на просторима бивше Југославије.
Под његовим руководством спектакл Путујући земљотрес протутњао је Југославијом са финалним концертима на Маракани и Кошеву септембра 1978. године.
Учествовао је у организовању целодневног концерта на стадиону ЈНА Рок спектакл 79 на коме је учествовало 20 домаћих група предвођених Бијелих дугметом.
На хиподрому у Београду септембра 1981. године организовао дводневни фестивал Сви марш на плес на коме су учествовале све домаће групе и као специјални гост Ајрон мејден, који су тог тренутка били број 1. на свим топ листама у свету. Након тога престаје да се бави концертима.

## Комуна као музичка продукција
На наговор бивших сарадника јуна 1985. године враћа се послу и оснива фирму Комуна као једну од првих приватних предузећа у СФРЈ, поготово у области културе. На почетку основна делатност Комуне била је дискографија. На МЕСАМ-у 1991. године Комуна је од четири категорије била проглашена најбољом у три.
Макса Ћатовић је довео многобројне познате певаче и групе који су издавали за Комуну током 20 година попут Здравка Чолића, Пилота, Лабораторије звука, Горана Бреговића, Лазе Ристовског, Саше Локнера, Тање Бањанин, Рамба Амадеуса, Груа, састав К2, Дејана Цукића, Ли мена, састав Монтенигерс и популарне певаче фолк музике попут Џеја, Весне Змијанац, Цеце и Драгане Мирковић.
Као директор Медитеранског музичког фестивала у Будви 1996, 1997 и 1998. године успоставља стандарде који до данас нису превазиђени.
Организацији концерата враћа се 2003. године ради уговора гостовања групе Ролингстоунс, који ипак није реализован због лоше безбедносне ситуације након атентата на Зорана Ђинђића.
У каснијем периоду организује серију концерата које публика у Србији дуго није могла ни да замисли попут гостовања познатих светских звезда као што су: Лучано Павароти, Мадона, AC/DC, Стинг, Ерос Рамацоти, Металика, R.E.M., Џамироквај, Енрике Иглесијас, Пинк, Пласибо, Lord of the Dance, Зубин Мехта, Брајан Адамс, Фил Колинс, Дип перпл, Џетро Тал и друге.

## Филмска продукција
Распадом СФРЈ и појавом пиратерије мења се и основна делатност Комуне.
Продуцирајући музику за филм Емира Кустурице Аризона дрим из 1993. године, полако се пребацује делатност фирме и на продукцију филмова.
Активно учествује у припремама за снимање филма Емира Кустурице Подземље.
Након прекида снимања у Прагу 1994. године, преузима обавезу да заврши филм и постаје главни продуцент за Југославију. Филм побеђује у Кану 1995. године и осваја Златну палму за најбољу режију.
Након тога продуцирао је више филмова који су освајали награде у земљи и иностранству:
- кратки филм Моја домовина освојио чак 38 награда од свих икада произведених филмова на простору бивше Југославије
- филм Црна мачка бели мачор освајач Сребрног медведа на фестивалу у Венецији
- филм Лајање на звезде, најгледанији филм у биоскопима 1998. године у СРЈ
- филм Сиви камион црвене боје, проглашен најбољим филмом у Немачкој 2004. године

Као извршни продуцент за РТС реализовао је од 1998. до 2006. године популарне ТВ серије: Породично благо, Сваштара, Лисице, Неки нови клинци и Стижу долари, а оне су обарале рекорде гледаности.
Сарађивао је са звучним редитељским именима осим Емира Кустурице и са Милошем Радовићем, Здравком Шотром, Динком Туцаковићем, Срђаном Кољевићем, Александром Ђорђевићем, Михајлом Вукобратовићем и другима.
Као копродуцент потписао је и филм Божидара Николића Балканска браћа, филм Клопка Срдана Голубовића и филм Мотел Нана у режији Предрага Велиновића.
После 8 година паузе, 2018. године као продуцент потписао је нови филм Предрага Антонијевића Заспанка за војнике и 2021. његов нов филм Дара из Јасеновца.
Као продуцент потписује од 3 сезоне популарну серију Убице мог оца, а за Телеком Србија ради и извршну продукцију серијала Државни посао и шпијунски трилер серију Државни службеник и серију Певачица.

## Извршни продуцент или копродуцент
| Год.       | Назив                           | Улога             |  |
| ---------- | ------------------------------- | ----------------- |  |
|            |                                 |                   |  |
| 1995.      | Подземље                        | копродуцент       |  |
| 1996.      | Била једном једна земља         | продуцент         |  |
| 1997.      | Моја домовина                   | продуцент         |  |
| 1998.      | Лајање на звезде                | продуцент         |  |
| 1998.      | Црна мачка, бели мачор          | извршни продуцент |  |
| 1998-2002. | Породично благо                 | продуцент         |  |
| 2000.      | Тајна породичног блага          | продуцент         |  |
| 2000.      | Сваштара                        | продуцент         |  |
| 2000.      | А сад адио                      | продуцент         |  |
| 2001.      | Лола                            | продуцент         |  |
| 2001.      | Нормални људи                   | продуцент         |  |
| 2002.      | Новогодишње венчање             | продуцент         |  |
| 2002.      | Лисице                          | продуцент         |  |
| 2002.      | Држава мртвих                   | продуцент         |  |
| 2003.      | Маргина                         | продуцент         |  |
| 2003.      | Неки нови клинци                | продуцент         |  |
| 2004.      | Сиви камион црвене боје         | продуцент         |  |
| 2005.      | Балканска браћа                 | продуцент         |  |
| 2004-2006. | Стижу долари                    | продуцент         |  |
| 2007.      | Клопка                          | копродуцент       |  |
| 2007.      | Letete s Rossinant              | копродуцент       |  |
| 2008.      | Последњи тренутак вечности      | копродуцент       |  |
| 2010.      | Мотел Нана                      | продуцент         |  |
| 2018.      | Заспанка за војнике             | продуцент         |  |
| 2021.      | Рокописац                       | продуцент         |  |
| 2021.      | Дара из Јасеновца               | продуцент         |  |
| 2021-.     | Певачица (ТВ серија)            | продуцент         |  |
| 2019-.     | Државни посао                   | продуцент         |  |
| 2019-.     | Државни службеник               | продуцент         |  |
| 2019-.     | Убице мог оца                   | продуцент         |  |
| 2022-.     | Бунар (ТВ серија)               | продуцент         |  |
| 2023.      | Дара из Јасеновца (мини-серија) | продуцент         |  |
| 2024.      | Рингишпил (серија)              | продуцент         |  |